# Alfred Buberl
Alfred Buberl (* 2. März 1923 in Wien; † 26. Oktober 2010 in Sieghartskirchen) war ein österreichischer Fahrzeugtechniker und -historiker.

## Leben
Alfred Buberl beschäftigte sich vor allem mit dem zweiten Fahrzeug von Siegfried Marcus, das dem ÖAMTC gehört. Das Fahrzeug war Buberls Forschungsobjekt, das er gleichzeitig auch wieder restaurierte. Am 16. August 1950 konnte er das Fahrzeug wieder der Öffentlichkeit vorstellen. So wird er als der Adoptivvater des Marcus Wagens bezeichnet.
Neben dieser Tätigkeit begründete er in zahlreichen Tages- und Wochenzeitungen die Motorbeilage, wie im damaligen Wiener Kurier, der Wiener Zeitung oder der Furche. Diese Redaktionsarbeiten begann er ebenfalls um 1950.
Auch im damaligen Rundfunksender Rot-Weiß-Rot, der von den US-Amerikanern kontrolliert wurde, gestaltete er eine erste Sendung für die Autofahrer.
Buberl war allerdings immer ein Verfechter der Meinung, dass Marcus bereits vor seinen deutschen Konkurrenten ein funktionierendes Fahrzeug baute, konnte dies aber nie beweisen. Aus seiner These rührte lange Zeit bis in die 1960er Jahre diese Meinung in Österreich.
Als Kenner der damaligen Kraftfahrszene schrieb er auch zahlreiche Fachbücher, wie
- Automobile. Die bewegte Geschichte des Straßenfahrzeuges, 1991
- Automobile – Vergangenheit-Gegenwart-Zukunft
- Die Automobile des Siegfried Marcus, 1994
- Marcus-Wagen 1875 – historischer Meilenstein des Maschinenbaues

## Auszeichnungen und Würdigungen
Im Jahr 1998 wurde der Marcus-Wagen von der American Society of Mechanical Engineers als Technische Landmark erklärt.
Buberl selbst erhielt im Jahr 2005 das Österreichische Ehrenkreuz für Wissenschaft und Kunst verliehen.
Die HTL Steyr stellt 2010 in einem Projekt zwei Nachbauten des Marcus-Wagens her.